# Odontodrassus
Genre
Odontodrassus est un genre d'araignées aranéomorphes de la famille des Gnaphosidae.

## Distribution
Les espèces de ce genre se rencontrent en Asie, en Afrique et en Océanie. Odontodrassus aphanes a été introduite en Jamaïque.

## Liste des espèces
Selon World Spider Catalog (version 26, 14/04/2025) :
- Odontodrassus aphanes (Thorell, 1897)
- Odontodrassus aravaensis Levy, 1999
- Odontodrassus bicolor Jézéquel, 1965
- Odontodrassus ereptor (Purcell, 1907)
- Odontodrassus hondoensis (Saito, 1939)
- Odontodrassus mundulus (O. Pickard-Cambridge, 1872)
- Odontodrassus muralis Deeleman-Reinhold, 2001
- Odontodrassus nigritibialis Jézéquel, 1965
- Odontodrassus yunnanensis (Schenkel, 1963)

## Systématique et taxinomie
Ce genre a été décrit par Jézéquel en 1965 dans les Drassidae.

## Publication originale
- Jézéquel, 1965 : « Araignées de la savane de Singrobo (Côte d'Ivoire). IV. Drassidae. » Bulletin du Muséum National d'Histoire Naturelle de Paris, vol. 37, p. 294-307.